# Kråkshults kyrka
Kråkshults kyrka är en kyrkobyggnad i Kråkshult i Eksjö kommun. Den är församlingskyrka i Hässleby-Kråkshults församling, Linköpings stift. Den ligger en dryg mil sydväst om Mariannelund.

## Kyrkobyggnaden
Kyrkan är en nyklassicistisk stenkyrka uppförd 1801-1803 efter ritningar av Olof Tempelman med torn i väster och en smalare sakristia i öster.

## Historik
Någon kilometer söder om nuvarande kyrkan fanns tidigare en medeltidskyrka av sten. Den är numera riven.
Arkitekt Olof Samuel Tempelman upprättade ett förslag till ny kyrka med korsplan och torn med pyramidformad huv över södra korsarmen och doriska entréportiker. Förslaget godkändes 1789. År 1791 gjorde Tempelman ett nytt förenklat alternativ, där tornet flyttats till västra korsarmen. År 1796 lämnade han ett helt nytt förslag: en rektangulär salskyrka med tornavslutning i form av ett rundtempel och med förenklad inredning. Kyrkan kom att uppföras 1801-1802 något förenklad efter 1796 års ritning men med spånklädd lanternin.
Grundstenen lades ner under ceremoniella former den 19 maj 1801. Kyrkan invigdes 1803 av biskop Ludvig Mörner.

## Inventarier
- Stor altarmålning av Pehr Hörberg 1803, Jesus välsignar barnen. Över denna en förgylld strålsol med Guds öga.
- Även läktarbarriärens tre målningar är utförda av Pehr Hörberg, 1804.

## Orglar
- 1811 bygger Pehr Schiörlin, Linköping, en mekanisk 18-stämmig piporgel med en manual och pedal. Svarta undertangenter i manualen. Schiörlins förslag till fasad bearbetat av arkitekt Olof Samuel Tempelman 1807, varefter Schiörlin konstruerat fasaden i förenklad form 1810-1811. Flertalet fasadpipor är ljudande.

Ursprunglig disposition (enligt kontrakt):
| Manualen C-f³                                | Pedalen C-c¹                   |
| Principal 8', D                              | Subbas 16'                     |
| Gedact 8' [B/D?]                             | Principal 8' (fasad)           |
| Qvintadena 8'                                | Gedact 8'                      |
| Principal 4', B/D (fasad)                    | Octava 4'                      |
| Fleut 4'                                     | Rausqvint II chor, 2' + 1 1/3' |
| Qvinta 3' (eg. 2 2/3')                       | Basun 16'                      |
| Octava 2'                                    | Trumpet 8'                     |
| Mixtur II chor, oktavkor 1' + 1'             |                                |
| Mixtur II chor, ters- & kvintkor 4/5' + 2/3' | Sperrventil, pedal             |
| Trumpet 8', B/D                              |                                |
| Trumpet 4', B                                |                                |
| Vox humana 8', D                             |                                |
| Tremulant                                    |                                |
| Sperventil, manual                           |                                |

- 1880: Ombyggnad av Erik Nordström, Eksjö, som förnyar en stor del av manualens labialpipor. Mixtur II + II chor ändras till Scharf II chor och pedalens Rausquint II döps om till Scharf II. Trumpet 4' B flyttas till åttafotsläge och förses liksom Vox humana 8' med nya uppsatser av oboetyp. Nytt modernt manualklaver med vita undertangenter monteras; det ursprungliga med svarta undertangenter magasineras i bälghuset.
- Vid okänd tidpunkt tas Vox humana 8', delar av manualtrumpeten samt tuberna i pedaltrumpeten och basunen bort och magasineras. Sannolikt är det nu manualen får ett oktavkoppel från c°, vilket manövreras med andraget "Noli me tangere".
- 1971: Restaurering av Richard Jacoby, Stockholm. Borttagna tungstämmor och uppsatser sätts tillbaka. En troligen efter 1880 insatt fast kombination avlägsnas. Trakturmekaniken filtas.
- 1992: Restaurering av firman Åkerman & Lund, Knivsta, under ledning av Lars Norgren och med Kalevi Mäkinen & Helmuth Gripentrog som intonatörer. Projektansvarig konsult är Carl-Gustaf Lewenhaupt. Pehr Schiörlins ursprungliga manualklaviaturer återinsätts.

Nuvarande disposition
| Manualen C-f³                      | Pedalen C-c¹                       |
| Principal 8' (1880)                | Subbas 16' (1811)                  |
| Flöjt 8' (1880)                    | Principal 8' (fasad) (1811)        |
| Fugara 8' (1880)                   | Gedackt 8' (1811)                  |
| Principal 4', B/D (fasad)          | Octava 4' (1811)                   |
| Flöjt 4' (1880)                    | Scharf II chor, 2' + 1 1/3' (1811) |
| Qvinta 3' (eg. 2 2/3') (1811/1880) | Basun 16' (1811)                   |
| Octava 2' (1811/1880)              | Trumpet 8' (1811)                  |
| Scharf II chor, 1' + 2/3'          |                                    |
| Trumpet 8', B/D                    | Sperrventil, pedal                 |
| Bason 8', B (1880?)                |                                    |
| Woxhumana 8', D                    |                                    |
| Noli me tangere                    |                                    |
| Sperventil, manual                 |                                    |